# نيف شولمان
يانيف «نيف» شولمان (بالإنجليزية: Nev Schulman)‏؛ مواليد 26 سبتمبر 1984) هو مضيف ومنتج تلفزيوني أمريكي. عرف بالفيلم الوثائقي الذي صدر في عام 2010 كاتفيش والبرنامج التلفزيوني كاتفيش: ذا تي في شو الذي يبث على إم تي في.

## حياة سابقة
ولد شولمان في مدينة نيويورك. لديه أخ أكبر له أرييل وهو ممثل وصانع أفلام. هم من أصول يهودية ألمانية، روسية، بولندية، رومانية.
بدأ شولمان في التقاط الصور وانخرط في التصوير الفوتوغرافي بعد أن درس الرقص لمدة خمس سنوات. درس في كلية سارة لورانس، درس التصوير والرقص من سنة 2004 إلى 2006. اعترف شولمان بأنه طُرد من كلية سارة لورانس بعد أن لكم طالبة.

## مهنة
في سن 19، بدأ هو وشقيقه أرييل شركة إنتاج الأفلام والتصوير الفوتوغرافي. في عام 2004، بدأ نيف شولمان في تصوير الرقص عندما انخرط في مجتمع الباليه المعاصر في مدينة نيويورك. وهو عضو ومؤسس في لجنة القيادة الشابة لمنظمة الشباب، «اتركوا العنف».
في عام 2010، أصبح شولمان موضوع الفيلم الوثائقي كاتفيش، الذي صوره آرييل وشريكه التجاري هنري جوست، حيث التقى شولمان ووقع في حب امرأة قابلها عبر الإنترنت. تبعت الفرضية نيف شولمان في رحلة الوقوع في حب امرأة يلتقي بها على الإنترنت، لكنها اكتشفت لاحقًا أنها لم تكن بالضبط من ادعت أن تكون.
في عام 2012، أصبح شولمان المضيف والمنتج التنفيذي لبرنامج كاتفيش: ذا تي في شو على إم تي في ، مع شريكه في صناعة الأفلام ماكس جوزيف، حيث يقدم شركاء العلاقات في الحياة الواقعية الذين وقعوا في حب بعضهم البعض عبر الإنترنت ولكن لم يلتقوا بعد.
كتب شولمان كتابًا، في الحياة الحقيقية: الحب والأكاذيب والهوية في العصر الرقمي (2014). في الكتاب، يعطي كل من التاريخ والملاحظات الشخصية المستقاة من عمله على كاتفيش.

## حياة شخصية
ارتبط نيف شولمان مع لورا بيرلونجو في 26 مايو 2016. أنجبت لورا ابنتهما كليو جيمس في 21 أكتوبر 2016. في 22 يوليو 2017، تزوج شولمان وبيرلونغو. في 9 يناير 2019، أنجبت لورا الطفل الثاني، بو بوبي بروس.

## روابط خارجية
- نيف شولمان على موقع IMDb (الإنجليزية)
- نيف شولمان على موقع قاعدة بيانات الفيلم (الإنجليزية)
- نيف شولمان في قاعدة بيانات الأفلام على الإنترنت
- الموقع الرسمي
- الملف الشخصي نيف شولمان على MTV.com